# Hans Dreger
Hans Dreger (* 21. November 1904 in Tübingen; † 20. Mai 1981 in Schwäbisch Gmünd) war ein deutscher Germanist, Pädagoge und Hochschullehrer.

## Leben
Dreger studierte Klassische Philologie und Germanistik und war Stipendiat der Preussischen Akademie der Wissenschaften. Seine Promotion zum Dr. phil. erfolgte 1930 an der Universität Tübingen mit der Arbeit Entstehung des Subjektivismus und Wiedergeburt der Individualität im Sturm und Drang. Nach Jahren als Wissenschaftlicher Assistent, Dozent an der Hochschule für Lehrerbildung Esslingen von 1938 bis 1941 und dem sich anschließenden Kriegsdienst war er zunächst an Realschulen tätig. Ab 1954 war er Dozent in Schwäbisch Gmünd am Pädagogischen Institut. Mit der Umwandlung in die Pädagogische Hochschule Schwäbisch Gmünd 1962 war er dort ab 1963 Professor für Soziologie und Politik und zudem von 1962 bis 1965 Prorektor sowie von 1965 bis 1968 Rektor der Hochschule. Anschließend bis 1970 war er Leiter des dortigen Realschullehrer-Instituts. 1979 wurde er zum Ehrenbürger der PH Schwäbisch Gmünd ernannt.
Er wurde in Esslingen am Neckar beigesetzt.
Dreger gilt als Schüler Gustav Bebermeyers. Er verfasste nach seinem Eintritt in den Ruhestand für das Universitätsarchiv in Tübingen das Manuskript Erinnerungen an Prof. Dr. Gustav Bebermeyer, in dem er sich mitunter auch kritisch mit diesem Wissenschaftler auseinandersetzt.